# Vitis lincecumii
Die Wildrebe  Vitis lincecumii  ist im Südosten der USA beheimatet. Die Wildrebe wurde häufig zur Kreuzung von Hybridreben verwendet.
Vitis lincecumii  ähnelt der Art Vitis aestivalis sehr. Der Forscher U.T. Waterfall äußert daher in seinem Werk Keys to the Flora of Oklahoma den Vorschlag, dass eine Unterscheidung beider Arten aufgehoben werden sollte. Im Wesentlichen sind die Beeren sowie die Kerne von Vitis lincecumii in der Regel etwas größer.
Innerhalb der Untergattung Euvitis gehört die Wildrebsorte der Gruppe Aestivalae an.
Verbreitet ist die Wildrebe hauptsächlich in den Bundesstaaten Louisiana, Oklahoma und Texas.
Im Weinbau spielte Vitis lincecumii Ende des 19. Jahrhunderts im Kampf gegen die Reblaus eine wichtige Rolle, da die von Hermann Jaeger gezüchtete Hybridrebe ‘Jaeger 70’ in vielen wichtigen Hybridreben Eingang fand.
Synonyme: Big Summer Grape, Pine Wood Grape, Post Oak Grape, Sand Grape, South Western Aestivalis, Turkey Grape, and Vine Wood Grape.